# Penha Longa Golf Club
De Penha Longa Golf Club is een golfclub in Sintra, 30 kilometer ten NW van Lissabon.
De club beschikt over een 18 holesbaan, de Atlantic Course, waar regelmatig nationale en internationale toernooien worden gehouden. De Atlantic Course van Penha Longa is ontworpen door Robert Trent Jones en opende in 1992. De baan ligt op de uitlopers van het Sintra gebergte. Het mooiste uitzicht heeft men vanaf de hoger gelegen holes 6 - 13. 
Daarbij heeft de club de 9-holes Monastery Course, die meer landinwaarts bij een klooster uit de 14de eeuw ligt. De Monastery Course is ook door Trent Jones ontworpen, hij is minder lang en minder moeilijk. Deze baan werd in 1995 geopend.
Penha Longa is een natuurreservaat en staat op de Werelderfgoedlijst. Het klooster werd in 1355 gebouwd en is historisch van belang, want het was het eerste klooster van de Heilige Orde van St Jerome. Alles is gerestaureerd. Later werd in Lissabon het beroemde Mosteiro dos Jerónimos gebouwd.

## Toernooien
Op de Atlantic Course zijn o.a. de volgende toernooien gehouden:
- Portugees Open: 1994, 1995, 2010
- Estoril Challenge: 1997, 2006
- Lexus Cup, Europese finale: 1998
- Estoril Open: 1999, gewonnen door Jean François Remesy.

| Winnaars van het Portugees Open - 1994: Phillip Price - 1995: Adam Hunter - 2010: geannuleerd | Winnaars van de Estoril Challenge - 1997: José Manuel Carriles - 2006: Kyron Sullivan |

#### Scorekaart
Voor professionals is de scorekaart als volgt:
| Hole   | 1   | 2   | 3   | 4   | 5   | 6   | 7   | 8   | 9   | 10  | 11  | 12  | 13  | 14  | 15  | 16  | 17  | 18  | Totaal |
| ------ | --- | --- | --- | --- | --- | --- | --- | --- | --- | --- | --- | --- | --- | --- | --- | --- | --- | --- | ------ |
| Meters | 335 | 362 | 324 | 397 | 191 | 455 | 182 | 524 | 374 | 382 | 355 | 453 | 322 | 381 | 180 | 402 | 187 | 507 | 6313   |
| Yards  | 366 | 396 | 354 | 434 | 209 | 498 | 199 | 573 | 409 | 418 | 388 | 495 | 352 | 417 | 197 | 440 | 205 | 554 | 6808   |
| Par    | 4   | 4   | 4   | 4   | 3   | 5   | 3   | 5   | 4   | 4   | 4   | 5   | 4   | 4   | 3   | 4   | 3   | 5   | 70     |

## Trivia
- Penha Longa betekent Lange Rots.